# Dacrycarpus imbricatus
Dacrycarpus imbricatus ist ein Nadelbaum aus der Gattung der Warzeneiben (Dacrycarpus) in der Familie der Steineibengewächse (Podocarpaceae). Das natürliche Verbreitungsgebiet erstreckt sich von Südchina bis auf die Fidschis im Pazifischen Ozean. Die Art wird in der Roten Liste der IUCN als nicht gefährdet geführt.

## Merkmale
Dacrycarpus imbricatus wächst als zweihäusiger, immergrüner Strauch oder 40 bis 50 Meter hoher Baum. Der Stamm ist aufrecht, zylindrisch und erreicht Durchmesser von bis zu 2 Metern. Die Stammborke ist hart, rau und zerbricht bei großen Bäumen in dicke, leicht längliche Platten oder blättert in kurzen Streifen ab. Die Borke ist dunkelbraun, unter Witterungseinfluss grauweiß, grau oder schwärzlich, die innere Rinde ist rosafarben bis rötlich braun und leicht faserig. Die Baumkrone ist anfangs dicht und konisch, später mehr zylindrisch bis ei- oder kuppelförmig und bei großen Bäumen unregelmäßig und offen.

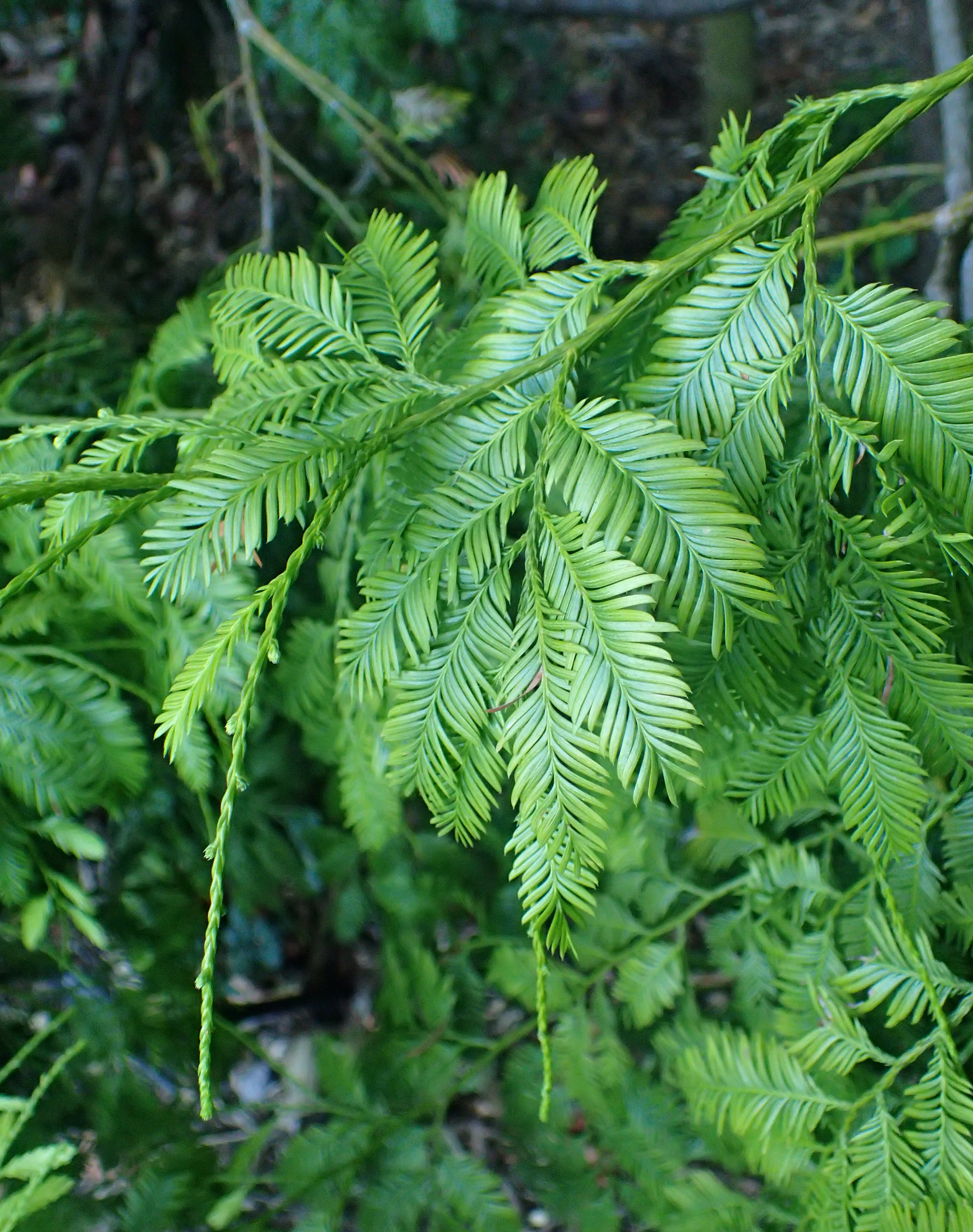
Dacrycarpus imbricatus

### Zweige und Blätter
Belaubte Zweige bilden zwei Arten von Blättern, kurze nadelförmige und längere flache. Die Blätter an den Haupttrieben, an mit Zapfen bewachsenen Trieben und an einigen endständigen Trieben ausgewachsener Bäume sind spiralig angeordnet, pfriemlich oder nadelförmig (an Sämlingen dünn und haarartig), an der Spitze nach innen gebogen, anliegend und dachziegelartig angeordnet oder abstehend, unterseits gekielt, 1 bis 3 manchmal bis 4 Millimeter lang, 0,4 bis 1 Millimeter breit und zugespitzt. Die Blätter der 1 bis 5, selten bis 7 Zentimeter langen, endständigen Zweige sind zweizeilig angeordnet, beidseitig abgeflacht, herablaufend, leicht S-förmig gebogen, mit parallelen Rändern, ab 3 meist 7 bis 12 und manchmal bis 17 Millimeter lang (die kürzesten stehen an der Basis der Zweige) und 1 bis 2 Millimeter breit. Das Ende ist nach vorne gebogen und zugespitzt. Beide Arten von Blättern zeigen auf allen Seiten Spaltöffnungen, auf den breiten, flachen Blättern sind es drei bis sechs unterbrochene Reihen, auf den nadelförmigen ein bis zwei Reihen.

### Zapfen und Samen
Die Pollenzapfen stehen am Ende kurzer Triebe, an deren Basis kleine, nadelförmige Blätter wachsen. Die Zapfen sind unreif fast kugelförmig, verlängern sich zur Reife hin und sind dann 8 bis 12 Millimeter lang und 2 bis 3 Millimeter breit. Die Mikrosporophylle sind 1,2 Millimeter lang und 0,8 Millimeter breit, haben ein dreieckiges, zugespitztes Ende und tragen jeweils zwei vorstehende Pollensäcke.
Die Samenzapfen wachsen an den Enden kurzer Triebe, an deren Basis abstehende, 3 bis 5 Millimeter lange Nadeln wachsen. Das reife Podocarpium ist 4 bis 7 Millimeter lang, warzig, orange-rot bis rot und zeigt vorstehende, grüne Tragblätter. Je Podocarpium reifen meist einer, selten zwei Samen, die vom runden, 5 bis 7 Millimeter langen und 4 bis 6 Millimeter durchmessenden, glatten, glauk-grünen bis rotbraunen Epimatium umgeben sind. Das Epimatium hat einen gerillten Kamm, der in einer vorstehenden, gebogenen, unter einen Millimeter langen Spitze endet.

## Verbreitung und Ökologie
Dacrycarpus imbricatus ist die am weitesten verbreitete Art der Warzeneiben und das Verbreitungsgebiet deckt sich beinahe mit dem der gesamten Gattung, mit Ausnahme von Neukaledonien und Neuseeland. Das große, unzusammenhängende Verbreitungsgebiet liegt in China in den Provinzen Hainan, Guangxi und dem nordwestlichen Yunnan weiters erstreckt es sich über Indien, Kambodscha, Laos, das nördliche Myanmar und Thailand sowie Luzon (Philippinen), Osttimor, Neuguinea, Vanuatu und Fidschi. Dort wächst die Art weit verbreitet in primären oder sekundären, montanen Regenwäldern, wo sie meist als kodominante Art die oberste Kronenschicht bildet. Dacrycarpus imbricatus wächst häufig auf vulkanischem oder ultramafischen Untergrund, seltener auf Kalk oder Sandstein. Man findet sie meist in Mischwäldern zusammen mit Scheinkastanien (Castanopsis) und Lithocarpus-Arten, häufig auf steilen Hängen und Bergkämmen. Im Westen von Java wächst die Varietät imbricatus am Mt. Tjeremay in Höhen von 2400 bis 2700 Metern zusammen mit Podocarpus neriifolius und Altingia excelsa. Auf Lombok findet man die Art schon ab Höhen von 200 Metern in Sulawesi bis in Höhen von 3000 Metern und auf Neuguinea bis auf 3720 Metern. In Höhen über 1200 Metern, also über dem von Flügelfruchtgewächsen (Dipterocarpaceae) dominierten Regenwald Malesiens findet man die Art meist zusammen mit Vertretern der Gattungen Lithocarpus, Castanopsis und anderen Koniferen wie Vertretern der Gattungen Agathis, Dacrydium, Phyllocladus und Podocarpus. In Neuguinea wächst sie auch zusammen mit Vertretern der Scheinbuchen (Nothofagus) und Phyllocladus hypophyllus. Die häufigsten Begleiter auf ultramafischem Untergrund sind Kasuarinengewächse (Casuarinaceae), beispielsweise Vertreter der Gattungen Ceuthostoma und Gymnostoma, und Vertreter der Myrtengewächse (Myrtaceae) wie Kirschmyrten (Eugenia), Leptospermum, Tristania neriifolia und Xanthomyrtus, und Vertreter der Gattung Dacrydium. In Höhen über 1800 Metern sind Epiphyten häufig, besonders Moose hängen von den Ästen und die Wälder liegen oft tagelang im Nebel. Das Verbreitungsgebiet wird der Winterhärtezone 10 zugerechnet mit mittleren jährlichen Minimaltemperaturen zwischen -1,1° und +4,4° Celsius (30 bis 40° Fahrenheit).

## Gefährdung und Schutz
Dacrycarpus imbricatus wurde aufgrund des sehr großen Verbreitungsgebiets im Jahr 2013 von der IUCN in der Roten Liste als nicht gefährdet („Least Concern“) eingestuft. Doch gilt die Art in China aber auch in Vietnam auf nationaler Ebene als gefährdet. Die größte Gefahr geht von der Umwandlung von Waldgebieten in Plantagen für Ölpalmen und anderen Nutzpflanzen aus. Bestände sind jedoch in mehreren geschützten Gebieten vorhanden.

## Systematik
Dacrycarpus imbricatus ist eine Art aus der Gattung der Warzeneiben (Dacrycarpus) in der Familie der Steineibengewächse (Podocarpaceae). Sie wurde 1827 von Carl Ludwig Blume als Podocarpus imbricatus (Basionym) erstbeschrieben und damit der Gattung der Steineiben (Podocarpus) zugerechnet. David John de Laubenfels stellte sie 1969 als Dacrycarpus imbricatus in die neu aufgestellte Gattung der Warzeneiben (Dacrycarpus). Weitere Synonyme sind Bracteocarpus imbricatus (Blume) A.V.Bobrov & Melikyan, Bracteocarpus kawaii (Hayata) A.V.Bobrov & Melikyan, Nageia cupressina (R.Br. ex Benn.) F.Muell., Podocarpus cupressinus R.Br. ex Benn., Podocarpus javanicus (Burm.f.) Merr., Podocarpus kawaii Hayata und Thuja javanica Burm.f.
Dacrycarpus imbricatus hat ein sehr großes Verbreitungsgebiet und besiedelt unterschiedliche Lebensräume, dementsprechend variiert auch das Aussehen und es ist häufig schwer, Exemplare von denen anderer Arten der Warzeneiben zu unterscheiden. Die Art hat die kürzesten, freistehenden Blätter an der Basis des Podocarpiums, und der Querschnitt der Blätter an ausgewachsenen Bäumen hat eine andere Form als bei den anderen Arten. Auf Borneo dürfte die Art mit Dacrycarpus steupii hybridisieren.
Nach Farjon werden drei Varietäten unterschieden:   
- Dacrycarpus imbricatus var. imbricatus: Die Laubblätter der Haupttriebe großer Bäume sind leicht abstehend, mehr oder weniger freistehend oder manchmal dachziegelartig angeordnet und am Zweig anliegend, 1 bis 2 selten bis 3 Millimeter lang und 0,4 bis 0,5 Millimeter breit. Das Verbreitungsgebiet deckt sich mit dem der Art.[3]
- Dacrycarpus imbricatus var. curvulus (Miq.) de Laub.: Die Varietät wächst als Strauch oder bis 8 Meter hoher Baum. Ausgewachsene Bäume haben hängende Äste und zeigen dachziegelartig angeordnete, anliegende Schuppenblätter, die 1,3 bis 3 Millimeter lang und 0,8 bis 1 Millimeter breit sind. Die Blätter an den Früchten sind abstehend, jedoch an der Spitze eingebogen und reichen nicht bis zu Ende des Podocarpiums. Das Verbreitungsgebiet liegt auf Java und im Norden von Sumatra.[10] Dort wächst sie in exponierten Lagen und auf Hängen in Höhen ab 1350 Metern, meist zwischen 2000 und 3000 Metern und selten bis 3400 Metern.[11][12]
- Dacrycarpus imbricatus var. robustus de Laub.: Die Blätter der Haupttriebe sind kräftig, 2 bis 6 Millimeter lang und 0,6 bis 1 Millimeter breit und beinahe alle abstehend. Die Blätter an den Früchten sind ebenfalls abstehend. Das Verbreitungsgebiet liegt auf Borneo, Maluku, den Philippinen und Neuguinea.[11][10]

Eckenwalder unterscheidet vier Varietäten (wie oben und zusätzlich Dacrycarpus imbricatus var. patulus de Laub.) abhängig von der Anordnung (anliegend oder abstehend) und der Breite (schmäler oder breiter als 0,6 Millimeter) der Blätter ausgewachsener Bäume. Anliegende Blätter zeigen die Varietäten imbricatus und curvulus, deren Verbreitungsgebiete südlich zu finden ist, abstehende patulus und robustus mit eher nördlich liegenden Verbreitungsgebieten. Als Verbreitungsgebiet für die Varietät imbricatus gibt er Java, die kleinen Sundainseln, und den Südwesten von Sulawesi an. Exemplare, die Eckenwalder der Varietät patulus zuordnet, zählt Farjon zur Varietät imbricatus. Er argumentiert damit, dass Bäume mit anliegenden und abstehenden Blättern im gesamten Verbreitungsgebiet vorkommen und beide Anordnungen zusammen auch an einem Baum auftreten können.

## Etymologie
Der Gattungsname Dacrycarpus stammt aus dem Griechischen, dakryon bedeutet „Träne“ und karpos steht für „Frucht“. Das Artepitheton imbricatus stammt aus dem Lateinischen und bedeutet „dachziegelig“, es bezieht sich auf die überlappenden Blätter der Haupttriebe.

## Verwendung
Diese weit verbreitete Art ist eine der nützlichsten Holzlieferanten Südostasiens. Das Holz wird zusammen mit dem anderer Gattungen wie Nageia und Podocarpus als „Podocarp“ oder in Indonesien als „Melur“ gehandelt. Aufgrund der langen Fasern eignet es sich auch vorzüglich zur Erzeugung von Zellstoff, doch wird höherwertiges Holz zur Herstellung von Möbeln, beispielsweise Tischen, für Tischlerarbeiten und in Thailand, auf den Philippinen und den Fidschis für Holzschnitzerarbeiten verwendet. Außerdem dient es zur Herstellung von Bootsmasten, als leichtes Bauholz, zur Herstellung von Teekisten und wird in einer großen Zahl anderer Anwendungen genutzt. In tropischen Gebieten wird die Art auch als Zierbaum in Gärten und Parks verwendet.